# ميخائيل رالف
ميخائيل رالف (بالإنجليزية: Michael Ralph) هو منافس ألعاب قوى بريطاني، ولد في 4 يوليو 1938.

## وصلات خارجية
- ميخائيل رالف على موقع أوليمبيديا (الإنجليزية)
- ميخائيل رالف على موقع اللجنة الأولمبية البريطانية (الإنجليزية)